# Mairy-sur-Marne
Mairy-sur-Marne  là một xã thuộc tỉnh Marne trong vùng Grand Est đông nam nước Pháp. Xã này nằm ở khu vực có độ cao trung bình 83 mét trên mực nước biển.